# Diler & Associados
Diler & Associados é uma produtora brasileira independente, especializada em todos os aspectos da produção audiovisual e localizada no PoloRio de Cine Vídeo e Comunicação, na cidade do Rio de Janeiro.
Há mais de 20 anos no mercado, a D&A acumulou um total de 36 filmes produzidos e mais de 30 milhões de espectadores, além de 1,5 milhão de vídeos e DVD’s vendidos. Também desenvolveu parcerias com a Buena Vista International, Miravista, Warner Bros., TriStar Pictures, Twentieth Century Fox, Grupo Estação, California, Globo Filmes, SBT Filmes, Xuxa Produções, R.A. Produções, Maurício de Sousa Produções, Nhock Produções Artísticas e Rossat Beijing Film & TV Production.
Em 2003 a Diler & Associados produziu os longas-metragens Didi, o Cupido Trapalhão, Dom, Maria – Mãe do Filho de Deus, Xuxa Abracadabra e Um Show de Verão, chegando a um total de cinco produções no período de 12 meses e batendo um recorde no cinema nacional. Dos filmes citados, o épico Maria – Mãe do Filho de Deus, com Padre Marcelo Rossi, e a aventura fantástica Xuxa Abracadabra venderam mais de 2 milhões de ingressos e tornaram-se os longas-metragens nacionais mais vistos daquele ano. Nesse mesmo período a conceituada revista americana de cinema, Variety, publicou uma matéria na qual aponta Diler Trindade, sócio majoritário da D&A, como um dos produtores mais promissores do mundo cinematográfico.
A empresa começou a produzir filmes no final da década de 80, através da associada DreamVision, que lançou no mercado grandes sucessos como Super Xuxa Contra Baixo Astral (1988), de Anna Penido; Lua de Cristal (1990), dirigido por Tizuka Yamasaki e até hoje uma das maiores bilheterias do cinema brasileiro (aproximadamente 5 milhões de espectadores); Xuxa e os Trapalhões em O Mistério de Robin Hood (1990), do diretor José Alvarenga Júnior; Sonho de Verão (1990), de Paulo Sérgio de Almeida; Inspetor Faustão e o Mallandro (1991), de Mário Márcio Bandarra; e Gaúcho Negro (1991), dirigido por Jessel Buss. A Diler & Associados voltou a produzir em 1999, após a retomada do cinema nacional. Nesse ano foi lançado Xuxa Requebra, de Tizuka Yamasaki, que deu início a uma longa lista de filmes: Xuxa Popstar (2000), também de Tizuka Yamasaki e co-dirigido por Paulo Sérgio de Almeida; Xuxa e os Duendes (2001) e Xuxa e os Duendes 2 - No Caminho das Fadas (2002), ambos de Paulo Sérgio de Almeida e Rogério Gomes; Didi, o Cupido Trapalhão (2003), de Paulo Aragão e Alexandre Boury; Dom (2003), inspirado na obra de Machado de Assis, Maria – Mãe do Filho de Deus, com Padre Marcelo Rossi, Um Show de Verão (2003) e Xuxa Abracadabra (2003), todos dirigidos por Moacyr Góes; Didi Quer Ser Criança (2004), co-dirigido por Fernando Boury e Alexandre Boury;  Xuxa e o Tesouro da Cidade Perdida (2004), de Moacyr Góes; Irmãos de Fé (2004), com Padre Marcelo Rossi e dirigido por Moacyr Góes; a comédia Coisa de Mulher (2005), de Eliana Fonseca; Didi, o Caçador de Tesouros (2005), de Marcus Figueiredo; A Máquina (2006), de João Falcão, vencedor de vários prêmios; a animação Xuxinha e Guto contra os Monstros do Espaço (2005); O Cavaleiro Didi e a Princesa Lili (2006), de Marcus Figueiredo; Fica Comigo Esta Noite (2006), dirigido por João Falcão e inspirado na peça de Flávio de Souza; a comédia Trair e Coçar É Só Começar (2006), com direção de Moacyr Góes e adaptada da famosa peça de Marcos Caruso; Xuxa Gêmeas (2006), de Jorge Fernando; a animação Turma da Mônica em Uma Aventura no Tempo (2007), baseada nos quadrinhos de Maurício de Sousa; e O Guerreiro Didi e a Ninja Lili (2008), dirigido por Marcus Figueiredo, e Um Lobisomem na Amazônia (2008), dirigido por Ivan Cardoso; Destino (2009), dirigido por Moacyr Góes;
Além dos filmes de ficção, a D&A também produziu os docudramas Nelson Gonçalves (2001) e Zico (2002), ambos de Elizeu Ewald, e o documentário Juízo (2008), de Maria Augusta Ramos, ganhador do prêmio FIPRESCI no DOK Leipzig 2007 e de melhor filme no One World Human Rights Int’l Film Festival.
Em outubro de 2011, foi lançado Uma Professora Muito Maluquinha, baseado na obra de Ziraldo, com direção de André Pinto e Cesar Rodrigues. E Bonitinha, Mas Ordinária, baseado na peça de Nelson Rodrigues e dirigido por Moacyr Góes, lançado em  2012. Em 2013 foi lançado Meus dois Amores, baseado em conto da obra Sagarana de Guimarães Rosa, dirigido por Luiz Henrique Rios.

## Filmes
- 1988 — Super Xuxa Contra Baixo Astral - Anna Penido
- 1990 — Precipitação (curta-metragem) - Marcos Magalhães
- 1990 — Lua de Cristal - Tizuka Yamasaki
- 1990 — Xuxa e os Trapalhões em O Mistério de Robin Hood (co-produção) - José Alvarenga Júnior
- 1990 — Sonho de Verão - Paulo Sérgio de Almeida
- 1991 — Inspetor Faustão e o Mallandro - Mário Márcio Bandarra
- 1991 — Gaúcho Negro - Jessel Buss
- 1992 — Planeta Água (curta-metragem) - David Sonneschein
- 1995 — O Mandarim (filme) (co-produção) - Júlio Bressane
- 1999 — Xuxa Requebra - Tizuka Yamasaki
- 2000 — Xuxa Popstar - Tizuka Yamasaki e Paulo Sérgio de Almeida
- 2001 — Nelson Gonçalves (docudrama) - Elizeu Ewald
- 2001 — Xuxa e os Duendes - Paulo Sérgio de Almeida e Rogério Gomes
- 2002 — Zico (docudrama) - Elizeu Ewald
- 2002 — Xuxa e os Duendes 2 - No Caminho das Fadas - Paulo Sérgio de Almeida e Rogério Gomes
- 2003 — Didi, o Cupido Trapalhão - Paulo Aragão e Alexandre Boury
- 2003 — Dom - Moacyr Góes
- 2003 — Maria - Mãe do Filho de Deus - Moacyr Góes
- 2003 — Xuxa Abracadabra - Moacyr Góes
- 2003 — Um Show de Verão - Moacyr Góes
- 2004 — Didi Quer Ser Criança - Fernando Boury e Alexandre Boury
- 2004 - Irmãos de Fé - Moacyr Góes
- 2004 — Xuxa e o Tesouro da Cidade Perdida - Moacyr Góes
- 2005 — Coisa de Mulher - Eliana Fonseca
- 2005 — Xuxinha e Guto contra os Monstros do Espaço (animação)
- 2005 — Didi, o Caçador de Tesouros - Marcus Figueiredo
- 2006 — A Máquina - João Falcão
- 2006 — Trair e Coçar É só Começar (filme) - Moacyr Góes
- 2006 — Fica Comigo Esta Noite - João Falcão
- 2006 — Xuxa Gêmeas - Jorge Fernando
- 2006 — O Cavaleiro Didi e a Princesa Lili - Marcus Figueiredo
- 2007 — Turma da Mônica em Uma Aventura no Tempo (animação) - Maurício de Sousa
- 2008 — Juízo (documentário) - Maria Ramos
- 2008 — O Guerreiro Didi e a Ninja Lili - Marcus Figueiredo
- 2008 - Um Lobisomem na Amazônia - Ivan Cardoso
- 2009 — Destino - Moacyr Góes
- 2011 — Uma Professora Muito Maluquinha - André Pinto e Cesar Rodrigues
- 2012 — Bonitinha, Mas Ordinária - Moacyr Góes
- 2013 - Meus dois Amores - Luiz Henrique Rios